# Omaka par (film)
För andra betydelser, se Omaka par (olika betydelser).
Omaka par (originaltitel: The Odd Couple) är en amerikansk komedifilm från 1968 i regi av Gene Saks. Manuset skrevs av Neil Simon, baserat på hans teaterpjäs med samma titel från 1965. De två huvudrollerna spelas av Jack Lemmon och Walter Matthau.
Filmen gav upphov till en TV-serie med samma namn med Jack Klugman och Tony Randall.

## Medverkande i urval
| Jack Lemmon    | – Felix Ungar      |
| Walter Matthau | – Oscar Madison    |
| John Fiedler   | – Vinnie           |
| Herb Edelman   | – Murray           |
| David Sheiner  | – Roy              |
| Larry Haines   | – Speed            |
| Monica Evans   | – Cecily Pigeon    |
| Carole Shelley | – Gwendolyn Pigeon |